# Дневник социал-демократа
«Дневни́к социа́л-демокра́та» (рус. дореф. Дневникъ соціальдемократа, фр. Le journal d'un socialdemocrate) — непериодический общественно-политический журнал, издававшийся с перерывами деятелем Российской социал-демократической рабочей партии (РСДРП) Георгием Плехановым в 1905—1916 годах. Издание отражало особую, центристскую позицию автора по многим вопросам развития российского социал-демократического движения, которая расходилась не только с воззрениями большевиков-ленинцев, но и с официальной позицией руководства меньшевиков.

## Характеристики издания
Плеханов начал издавать журнал в марте 1905 года на собственные деньги. Первые восемь номеров были выпущены в Женеве (№№ 1—4 — в 1905 году, №№ 5—8 — в 1906 году) и легально переизданы в Санкт-Петербурге издательством Марии Малых. Следующие восемь номеров вышли из печати в Женеве после значительного перерыва (№ 9 — в августе 1909 года, №№ 10—13 — в 1910 году, №№ 14—15 — в 1911 году, № 16 — в апреле 1912 года). В 1916 году Плеханов возобновил издание журнала, но уже в Петрограде, где в том же году увидел свет ещё один номер «Дневника социал-демократа» (под № 1). Тираж переизданных в Санкт-Петербурге №№ 6, 7 журнала равнялся 15 тысячам экземпляров

## История
Плеханов приурочивал выпуск «Дневника социал-демократа» к моментам наиболее напряжённых тактических разногласий в лагере РСДРП. В 1905 году, когда Плеханов вышел из состава редакции меньшевистской газеты «Искра», в журнале был обнародован ряд статей, принципиально важных для российского социал-демократического движения: «Мукден» — о глубинных причинах неудач вооружённых сил России в войне с Японией; «Мужики бунтуют» — об аграрной программе партии и отношении РСДРП к крестьянскому движению; «Патриотизм и социализм» — о марксистском анализе проблемы соотношения национального и интернационального; «Князь Потёмкин-Таврический» — о восстании на броненосце «Потёмкин» и роли вооружённых сил в революционном процессе. В этих статьях автор последовательно выступал как марксист-интернационалист и сторонник решительных революционных действий, направленных против самодержавной монархии. Вместе с тем именно в «Дневнике социал-демократа» Плеханов дал широко известную отрицательную оценку Декабрьскому восстанию 1905 года в Москве («…не нужно было и браться за оружие»).
Ряд заметок журнала («Выбранные места из переписки с друзьями», «Враждующие между собою братья» и др.) были посвящены взаимоотношениям меньшевистской и большевистской фракций РСДРП, а также критике тактических воззрений Владимира Ленина. В 1906 году немало внимания в издании уделялось думской тактике социал-демократической партии и событиям июльского политического кризиса — роспуску Государственной думы I созыва, Выборгскому воззванию, революционному движению в стране.
После продолжительного перерыва Плеханов возобновил выпуск журнала в 1909 году — после обусловленного идеологическими разногласиями ухода из состава редакции газеты Центральной литературной группы меньшевиков «Голос социал-демократа». В предисловии к возобновлённому «Дневнику социал-демократа» Плеханов писал: «Мы переживаем кризис, грозящий самому существованию нашей партии. В такие эпохи молчать невозможно. Поэтому я возобновляю свой „Дневник социал-демократа“». Начиная с № 10 в журнале также сотрудничали Валентин Фомин («Ольгин») и Фёдор Цедербаум («П. Дневницкий»).
Стержневой темой журнала в 1909—1912 годах стало противостояние меньшевикам-ликвидаторам, а также теоретическое обоснование политической платформы меньшевиков-партийцев во главе с самим Плехановым, который однозначно высказывался за сохранение нелегальной социал-демократической партии и в защиту революционного «подполья». Отвергая ликвидаторство, Плеханов вместе с тем отрицательно отнёсся к VI (Пражской) Всероссийской конференции РСДРП и осудил действия большевиков в 1912 году как раскольнические.